# Motte castrale de Saint-Cyr-sur-Menthon
La motte castrale de Saint-Cyr-sur-Menthon ou poype de Saint-Cyr-sur-Menthon est une fortification de terre du Xe siècle qui se dresse sur la commune de Saint-Cyr-sur-Menthon, dans le département de l'Ain, en région Auvergne-Rhône-Alpes.

## Localisation
La poype est située dans le département français de l'Ain sur la commune de Saint-Cyr-sur-Menthon au nord du bourg de l'autre côté de la route D1079, au hameau du Chanelet.

## Historique

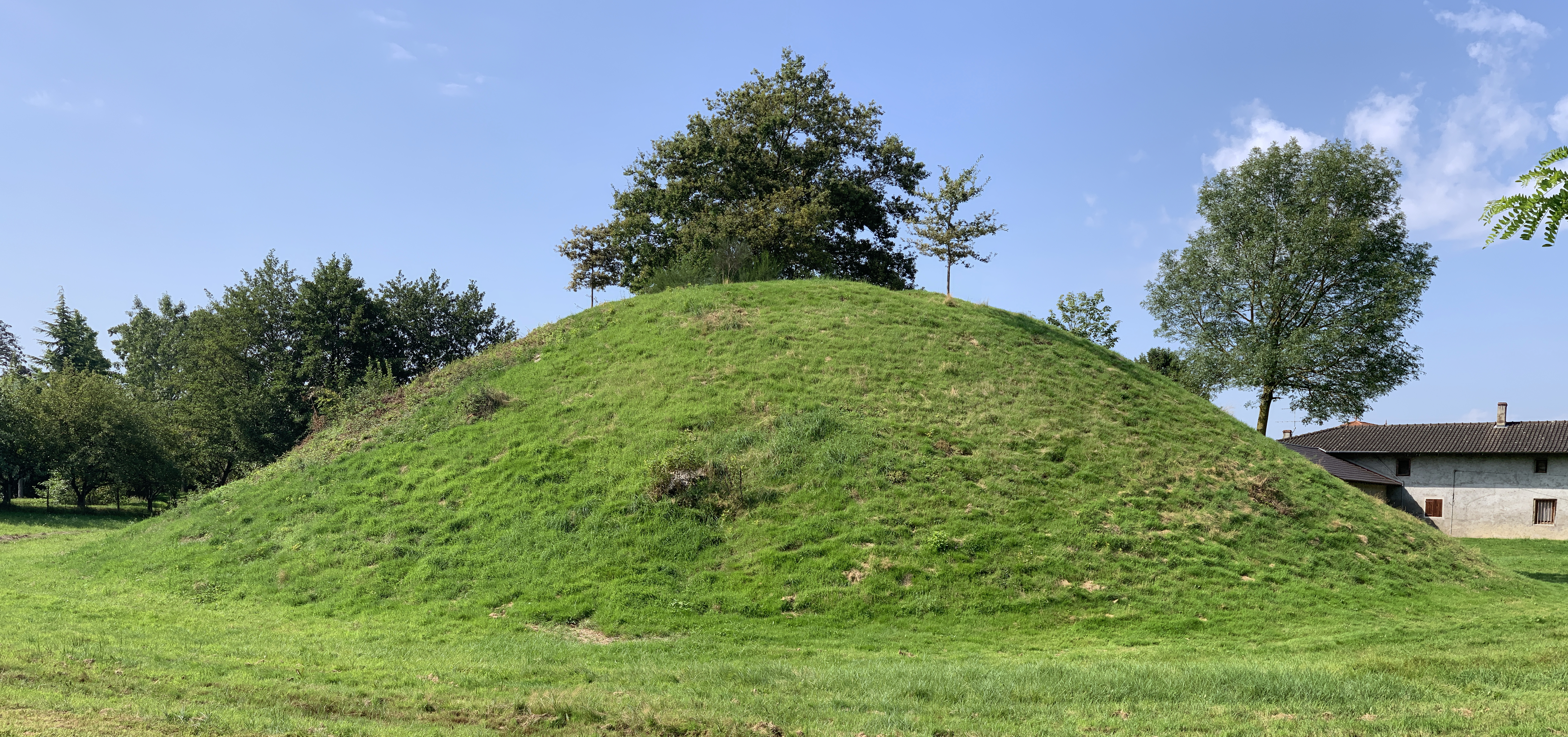
Vue ouest de la motte.

Citée en 1272, la motte était aux mains d'un vassal des comtes de Savoie. Les vestiges retrouvés prouvent l'occupation de la motte castrale entre la fin du XIe et du XIIIe siècle. Signe de puissance, de domination territoriale et habitat de la petite aristocratie, la poype est construite dans un contexte de progrès des défrichements et de désir de remplacer les forêts par des terres cultivables.
En plus de cet édifice, la poype de Travernay ou Tour de l'Évêque se situe dans le nord de la commune mais n'est pas d'apparence similaire à celle du village du fait qu'elle ait été écrêtée pour combler ses fossés. Ancienne tour de la seigneurie de Trévernay, sa construction avait été demandée au XVe siècle par Jean de Macet alors évêque de Mâcon, d'où le nom alternatif donné à l'édifice. Deux autres poypes sont attestées dans les écrits mais ne sont ni visibles ni localisables dans l'espace. Il s'agit de la poype de Conflens située entre les quartiers d'Arringes et de l'Île, au confluent du Menthon et d'un ruisseau, citée au XIVe siècle, et de la poype de Tournaz qui était érigée entre le quartier des Gambys et celui des Deschamps, et est citée en 1272.

## Description
La motte mesure 9 mètres de haut et son diamètre à sa base est de 40 mètres. Autour de la bâtisse, une basse-cour se serait étendue sur plusieurs milliers de mètres carrés.